# بخش اپینل
بخش اپینل (به فرانسوی: Arrondissement d'Épinal) یک بخش در فرانسه است که در ووژ واقع شده‌است.